# Возвращение в дом ночных призраков
«Возвращение в дом ночных призраков» (англ. Return to House on Haunted Hill) — американский фильм ужасов 2007 года режиссёра Виктора Гарсия, продолжение фильма 1999 года «Дом ночных призраков». Фильм вышел сразу на видео.

## Сюжет
Выжившая после событий первой части девушка Сара прихватила с собой из заброшенной психиатрической лечебницы дневник психиатра-садиста Ричарда Бенджамина Венекатта. Из дневника выявились некоторые факты жизни Венекатта: оказывается он вовсе не был склонен к насилию над людьми, но после приобретения средневековой статуи Бафомета (Венекатт был ценителем и коллекционером старых вещей) доктор превратился в извращённого садиста. До этого же приобретения доктор был авторитетной личностью в медицинской сфере, славился своими открытиями и даже получил Нобелевскую премию.
Заполучив дневник, Сара начала размышлять о том, как избавить больницу от призраков. Однако она вовсе не ожидала, что к дневнику проявят интерес другие личности и захотят заполучить его в свои руки, дабы с его помощью отыскать статую Бафомета. Чувствуя возникшую угрозу, Сара пытается связаться со своей родной сестрой Ариэль, но последняя слишком занята своим модельным бизнесом, чтобы откликнуться на воззвания сестры. Вскоре Сару нашли мёртвой, причиной смерти, по мнению полиции, стало самоубийство. Но ещё до своей смерти она успела выслать дневник своей сестре.
Вскоре к сестре Сары Ариэль, которая была вместе с приятелем Полом, в квартиру вламываются вооружённые искатели статуи с целью заполучить дневник. Глава банды Десмонд не стал их убивать и взял с собой в заброшенную психиатрическую лечебницу. А в это время там уже находятся другие искатели статуи: профессор местного колледжа Ричард, его любовница Мишель и помощник Кайл. Вскоре двери вновь захлопываются и находящимся в больнице предстоит столкнуться с душами замученных пациентов.

## В ролях
| Актёр           | Роль                             |
| --------------- | -------------------------------- |
| Аманда Риетти   | Ариэль Вольф                     |
| Серина Винсент  | Мишель                           |
| Эрик Палладино  | Десмонд Найлз                    |
| Том Райли       | Пол                              |
| Эндрю Ли Поттс  | Кайл                             |
| Джеффри Комбс   | доктор Ричард Бенджамин Венекатт |
| Стивен Пейси    | Ричард Хаммер                    |
| Калита Рейнфорд | Harue                            |
| Джил Колирин    | Норрис Боц                       |
| Эндрю Плевин    | Самюэль                          |
| Чаки Венис      | Уоррен Джексон                   |
| Жасмина Тоскова | женщина на пляже                 |

## Художественные особенности
В отличие от первой части, в сиквеле появились сцены с элементами эротики.